# Campionati asiatici di lotta 2021
I Campionati asiatici di lotta 2021 sono stati la 34ª edizione della manifestazione continentale organizzata dalla FILA. Si sono svolti dal 13 al 18 aprile 2020 presso il Palazzo dello Sport Baluan Sholak di Almaty, in Kazakistan.

## Classifica squadre
| Pos. | Lotta libera maschile | Lotta libera maschile | Lotta greco-romana | Lotta greco-romana | Lotta libera femminile | Lotta libera femminile |
| Pos. | Squadra               | Punti                 | Squadra            | Punti              | Squadra                | Punti                  |
| ---- | --------------------- | --------------------- | ------------------ | ------------------ | ---------------------- | ---------------------- |
| 1    | Iran                  | 179                   | Iran               | 194                | Mongolia               | 173                    |
| 2    | India                 | 151                   | Kazakistan         | 156                | India                  | 168                    |
| 3    | Kazakistan            | 149                   | Kirghizistan       | 153                | Kazakistan             | 156                    |
| 4    | Uzbekistan            | 123                   | Giappone           | 133                | Corea del Sud          | 120                    |
| 5    | Corea del Sud         | 120                   | Corea del Sud      | 125                | Uzbekistan             | 115                    |
| 6    | Giappone              | 102                   | Uzbekistan         | 117                | Kirghizistan           | 95                     |
| 7    | Mongolia              | 98                    | India              | 72                 | Taipei cinese          | 44                     |
| 8    | Kirghizistan          | 95                    | Tagikistan         | 62                 | Singapore              | 9                      |
| 9    | Turkmenistan          | 46                    | Turkmenistan       | 26                 | Sri Lanka              | 8                      |
| 10   | Tagikistan            | 28                    | Iraq Siria         | 20                 |                        |                        |

## Podi

### Lotta libera maschile
| Evento | Oro                         | Argento                        | Bronzo                         |
| 57 kg  | Ravi Kumar Dahiya (IND)     | Alireza Sarlak (IRI)           | Nodirjon Safarov (UZB)         |
| 57 kg  | Ravi Kumar Dahiya (IND)     | Alireza Sarlak (IRI)           | Yuto Takeshita (JPN)           |
| 61 kg  | Jahongirmirza Turobov (UZB) | Adlan Askarov (KAZ)            | Shoya Shimae (JPN)             |
| 61 kg  | Jahongirmirza Turobov (UZB) | Adlan Askarov (KAZ)            | Ikromzhon Khadzhimurodov (KGZ) |
| 65 kg  | Takuto Otoguro (JPN)        | Bajrang Punia (IND)            | Jeong Yong-seok (KOR)          |
| 65 kg  | Takuto Otoguro (JPN)        | Bajrang Punia (IND)            | Morteza Ghiasi (IRI)           |
| 70 kg  | Syrbaz Talgat (KAZ)         | Sirojiddin Khasanov (UZB)      | Islambek Orozbekov (KGZ)       |
| 70 kg  | Syrbaz Talgat (KAZ)         | Sirojiddin Khasanov (UZB)      | Karan Mor (IND)                |
| 74 kg  | Nurkozha Kaipanov (KAZ)     | Mostafa Hosseinkhani (IRI)     | Zandanbudyn Sumiyaabazar (MGL) |
| 74 kg  | Nurkozha Kaipanov (KAZ)     | Mostafa Hosseinkhani (IRI)     | Ikhtiyor Navruzov (UZB)        |
| 79 kg  | Gong Byung-min (KOR)        | Ali Savadkouhi (IRI)           | Narsingh Yadav (IND)           |
| 79 kg  | Gong Byung-min (KOR)        | Ali Savadkouhi (IRI)           | Saiakbai Usupov (KGZ)          |
| 86 kg  | Hassan Yazdani (IRI)        | Deepak Punia (IND)             | Mustafa Abdul-Basit (IRQ)      |
| 86 kg  | Hassan Yazdani (IRI)        | Deepak Punia (IND)             | Kim Gwan-uk (KOR)              |
| 92 kg  | Kamran Ghasempour (IRI)     | Mönkhbaataryn Tsogtgerel (MGL) | Gwon Hyeok-beom (KOR)          |
| 92 kg  | Kamran Ghasempour (IRI)     | Mönkhbaataryn Tsogtgerel (MGL) | Sanjeet (IND)                  |
| 97 kg  | Ali Shabani (IRI)           | Alisher Yergali (KAZ)          | Takashi Ishiguro (JPN)         |
| 97 kg  | Ali Shabani (IRI)           | Alisher Yergali (KAZ)          | Satyawart Kadian (IND)         |
| 125 kg | Oleg Boltin (KAZ)           | Aiaal Lazarev (KGZ)            | Amin Taheri (IRI)              |
| 125 kg | Oleg Boltin (KAZ)           | Aiaal Lazarev (KGZ)            | Dorjkhandyn Khüderbulga (MGL)  |

### Lotta greco-romana maschile
| Evento | Oro                          | Argento                 | Bronzo                       |
| 55 kg  | Yu Shiotani (JPN)            | Ilkhom Bakhromov (UZB)  | Nurmukhammet Abdullaev (KGZ) |
| 55 kg  | Yu Shiotani (JPN)            | Ilkhom Bakhromov (UZB)  | Pouya Dadmarz (IRI)          |
| 60 kg  | Aidos Sultangali (KAZ)       | Mehdi Mohsennejad (IRI) | Kim Seung-hak (KOR)          |
| 60 kg  | Aidos Sultangali (KAZ)       | Mehdi Mohsennejad (IRI) | Ayata Suzuki (JPN)           |
| 63 kg  | Sultan Asetuly (KAZ)         | Meisam Dalkhani (IRI)   | Huang Jui-chi (TPE)          |
| 63 kg  | Sultan Asetuly (KAZ)         | Meisam Dalkhani (IRI)   | Chung Han-jae (KOR)          |
| 67 kg  | Tsuchika Shimoyamada (JPN)   | Almat Kebispayev (KAZ)  | Hossein Asadi (IRI)          |
| 67 kg  | Tsuchika Shimoyamada (JPN)   | Almat Kebispayev (KAZ)  | Amantur Ismailov (KGZ)       |
| 72 kg  | Ryu Han-su (KOR)             | Ruslan Tsarev (KGZ)     | Taishi Horie (JPN)           |
| 72 kg  | Ryu Han-su (KOR)             | Ruslan Tsarev (KGZ)     | Amin Kavianinejad (IRI)      |
| 77 kg  | Pejman Poshtam (IRI)         | Daler Rezazade (TJK)    | Demeu Zhadrayev (KAZ)        |
| 77 kg  | Pejman Poshtam (IRI)         | Daler Rezazade (TJK)    | Kairatbek Tugolbaev (KGZ)    |
| 82 kg  | Jalgasbay Berdimuratov (UZB) | Kalidin Asykeev (KGZ)   | Satoki Mukai (JPN)           |
| 87 kg  | Nasser Alizadeh (IRI)        | Atabek Azisbekov (KGZ)  | Rustam Assakalov (UZB)       |
| 87 kg  | Nasser Alizadeh (IRI)        | Atabek Azisbekov (KGZ)  | Lee Seung-hwan (KOR)         |
| 97 kg  | Mehdi Bali (IRI)             | Kim Seung-jun (KOR)     | Yerulan Iskakov (KAZ)        |
| 97 kg  | Mehdi Bali (IRI)             | Kim Seung-jun (KOR)     | Beksultan Makhmudov (KGZ)    |
| 130 kg | Ali Akbar Yousefi (IRI)      | Alimkhan Syzdykov (KAZ) | Kim Min-joon (KOR)           |
| 130 kg | Ali Akbar Yousefi (IRI)      | Alimkhan Syzdykov (KAZ) | Murat Ramonov (KGZ)          |

### Lotta libera femminile
| Evento | Oro                          | Argento                          | Bronzo                      |
| 50 kg  | Valentina Islamova (KAZ)     | Jasmina Immaeva (UZB)            | Seema Bisla (IND)           |
| 53 kg  | Vinesh Phogat (IND)          | Hsieh Meng-hsuan (TPE)           | Assylzat Sagymbay (KAZ)     |
| 55 kg  | Mönkhboldyn Dölgöön (MGL)    | Madina Usmonjonova (UZB)         | Aisha Ualishan (KAZ)        |
| 57 kg  | Anshu Malik (IND)            | Altantsetsegiin Battsetseg (MGL) | Altynay Satylgan (KAZ)      |
| 59 kg  | Sarita Mor (IND)             | Baatarjavyn Shoovdor (MGL)       | Nuraida Anarkulova (KGZ)    |
| 62 kg  | Aisuluu Tynybekova (KGZ)     | Khürelkhüügiin Bolortuyaa (MGL)  | Rushana Abdirasulova (UZB)  |
| 65 kg  | Zorigtyn Bolortungalag (MGL) | Sakshi Malik (IND)               | Lee Han-bit (KOR)           |
| 68 kg  | Meerim Zhumanazarova (KGZ)   | Enkhsaikhany Delgermaa (MGL)     | Jeong Eun-sun (KOR)         |
| 72 kg  | Divya Kakran (IND)           | Jamıla Bakbergenova (KAZ)        | Enkhbayaryn Tsevegmid (MGL) |
| 76 kg  | Elmira Syzdykova (KAZ)       | Aiperi Medet Kyzy (KGZ)          | Pooja Sihag (IND)           |

## Medagliere
| Pos.   | Paese         | Oro | Argento | Bronzo | Totale |
| ------ | ------------- | --- | ------- | ------ | ------ |
| 1      | Iran          | 7   | 5       | 5      | 17     |
| 1      | Kazakistan    | 7   | 5       | 5      | 17     |
| 3      | India         | 5   | 3       | 6      | 14     |
| 4      | Giappone      | 3   | 0       | 6      | 9      |
| 5      | Kirghizistan  | 2   | 5       | 9      | 16     |
| 6      | Mongolia      | 2   | 5       | 3      | 10     |
| 7      | Uzbekistan    | 2   | 4       | 4      | 10     |
| 8      | Corea del Sud | 2   | 1       | 9      | 12     |
| 9      | Taipei cinese | 0   | 1       | 1      | 2      |
| 10     | Tagikistan    | 0   | 1       | 0      | 1      |
| 11     | Iraq          | 0   | 0       | 1      | 1      |
| Totale | Totale        | 30  | 30      | 49     | 109    |